# 두나이스카스트레다

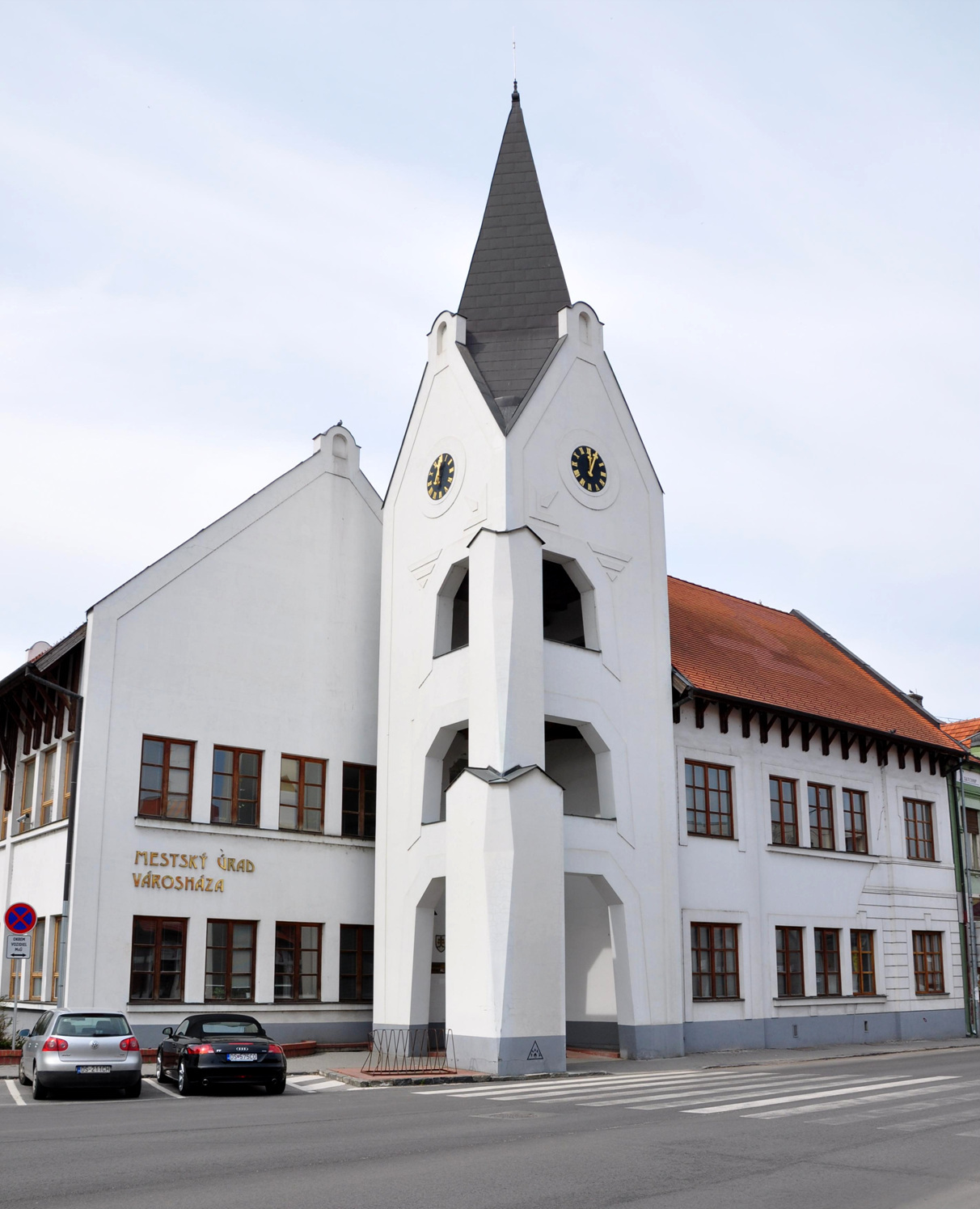
두나이스카스트레다

두나이스카스트레다(슬로바키아어: Dunajská Streda, 독일어: Niedermarkt 니더마르크트[*], 헝가리어: Dunaszerdahely 두너세르더헤이[*])는 슬로바키아 남부 트르나바 주에 위치한 도시로, 면적은 31.451km2, 높이는 118m, 인구는 23,467명(2006년 기준), 인구 밀도는 746명/km2이다.

시 문장

## 자매 도시
- 헝가리 괴될뢰
- 세르비아 수보티차